# Troianî, Kobeleakî
Troianî (în ucraineană Трояни) este un sat în comuna Markivka din raionul Kobeleakî, regiunea Poltava, Ucraina.

## Demografie
Componența lingvistică a localității Troianî
     Ucraineană (98,47%)
     Română (1,02%)
     Alte limbi (0,51%)
Conform recensământului din 2001, majoritatea populației localității Troianî era vorbitoare de ucraineană (98,47%), existând în minoritate și vorbitori de română (1,02%).